# Leona Alleslev
Pour les articles homonymes, voir Léona.
Leona Alleslev-Krofchak, née le 16 mars 1968, est une femme politique fédérale canadienne de l'Ontario.

## Biographie
Fille aînée du major-général de l'Aviation royale canadienne (RCAF) Ian Alleslev, elle gradue du Collège militaire royal du Canada de Kingston en 1991. Embauchée par la RCAF et gravissant les échelons jusqu'à obtenir le titre de capitaine, elle poursuit ensuite une carrière de gestionnaire de l'industrie aérospatiale au ministère de la Défense nationale.

### Carrière politique

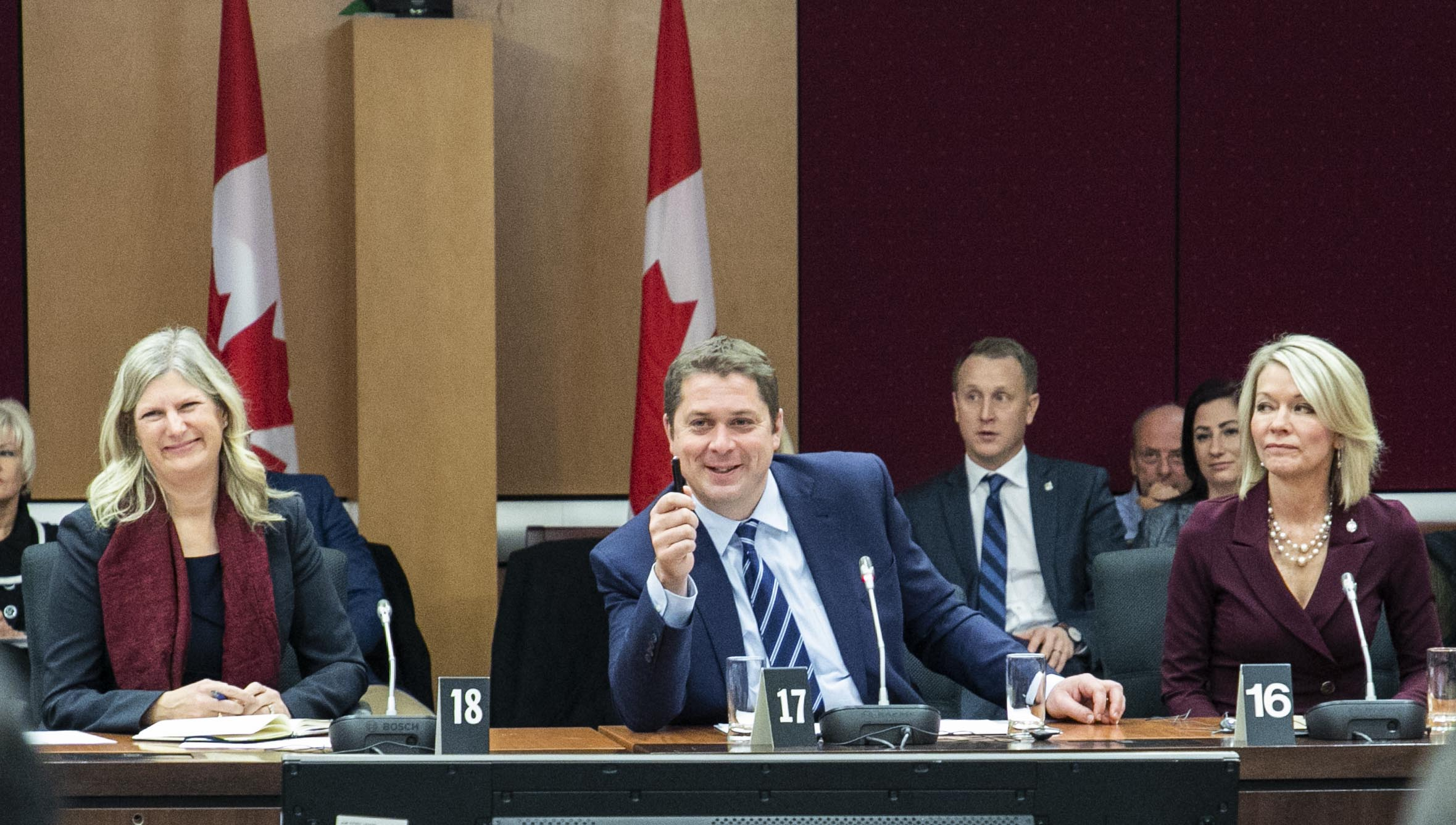
Alleslev avec Andrew Scheer et Candice Bergen en décembre 2019

Élue député libérale d'Aurora—Oak Ridges—Richmond Hill en 2015, elle quitte les Libéraux pour siéger avec les Conservateurs dès septembre 2018. Elle explique cette défection par son désaccord avec la gestion de l'économie et des affaires étrangères du gouvernement de Justin Trudeau. Réélue députée conservatrice en 2019, elle est nommée vice-cheffe (Deputy Leader) aux côtés d'Andrew Scheer.